# Agbani Darego
Agbani Darego, właśc. Ibiagbanidokibubo Asenite Darego (ur. 22 grudnia 1982 w Abonnemie w stanie Rivers) – nigeryjska modelka, Miss World w 2001.

## Zarys biografii
Jest pierwszą czarnoskórą Afrykanką, która zdobyła tytuł Miss World w konkursie, który odbył się w Sun City w 2001. Po powrocie do Lagos została honorowym członkiem Rady Wodzów i tym samym stała się najmłodszym wodzem nigeryjskim w historii kraju. Ponadto otrzymała Order Republiki Federalnej z rąk prezydenta Nigerii.
Podjęła karierę modelki. Jej zdjęcia zaczęły się ukazywać się w wielu czołowych czasopismach takich jak „Vogue”, „Elle”, „Marie Claire” i „Essence”. Podpisała międzynarodowe kontrakty z agencjami modelek w Mediolanie, Zurychu, Paryżu, Johannesburgu i Nowym Jorku, gdzie obecnie mieszka i pracuje. Na wybiegu prezentowała kolekcje takich projektantów mody jak: Diane von Furstenberg, Tommy Hilfiger, Elie Tahari. Brała udział w kampaniach reklamowych: Christiana Diora, L’Oréal, Lotto Sport Italia i Nordstrom.

## Odznaczenia
- Członek Orderu Republiki Federalnej[3]